# Parapoynx fulguralis
Parapoynx fulguralis is een vlinder uit de familie van de grasmotten (Crambidae), uit de onderfamilie van de Acentropinae. De wetenschappelijke naam van deze soort is voor het eerst gepubliceerd in 1934 door Aristide Caradja.
De spanwijdte bedraagt 24 tot 27,5 millimeter.
De soort komt voor in China (Guangdong, Sichuan, Yunnan).